# Hugo Invernizzi
Hugo Pierre Invernizzi (Mulhouse, 7 gennaio 1993) è un cestista francese.

## Carriera
Gioca in Pro A dal 2011 con lo Strasbourg.
Con la Francia under 20 ha vinto la medaglia d'argento ai FIBA EuroBasket Under-20 2012. 
A gennaio 2023 firma fino al termine della stagione a Treviso.

## Palmarès
- Coppa di Francia: 1

Nanterre 92: 2016-17
- Match des Champions: 1

Nanterre: 2017
- FIBA Europe Cup: 1

Nanterre 92: 2016-17